# Papenhöfen
Papenhöfen ist ein Ortsteil der Stadt Marienmünster im Kreis Höxter, Nordrhein-Westfalen. In Papenhöfen leben heute 220 Einwohner.
Das Dorf ist landwirtschaftlich geprägt und liegt auf einer Hochebene. Die im Jahr 1960 erbaute Kapelle ist dem Heiligen Antonius von Padua geweiht.
Schulkinder fahren zur Grundschule in Kollerbeck oder zur Hauptschule in Vörden. Die erreichbaren Realschulen  bzw. Gymnasien befinden sich in Brakel, Höxter oder Steinheim.

## Geschichte
Papenhöfen ist, ebenso wie Großenbreden und Kleinenbreden, um 1600 aus dem Dorf Wenden entstanden. Der Ort wurde in den Registern des Klosters Corvey um 980 als Wynithun erwähnt. Hier hatten sich aus der Abtei Marienmünster stammenden Mönche den Zehnten erworben. Im 16. Jahrhundert teilte sich das Gebiet in die Dörfer Großenbreden (Wendenbreden 1541, Wendelbreden 1650, Großwendelbreden 1793), Kleinenbreden (Lütkenbreden 1650, Lükewnedelbreden 1793) und Papenhöfen (früher die Höfe zu Wenden 1545), heute alles Ortsteile der Stadt Marienmünster.  
Zu Papenhöfen gehört die Bauerschaft Bönekenberg, die diesen Namen erst seit etwa 1430 trägt. Sie entstand aus dem verlassenen Dorf Mechtestorpe (1138) oder Mestorp (1339), in dem sich schon im 9. und 10. Jahrhundert Güter des Klosters Corvey befanden.
Der Ort gehörte seit dem Mittelalter zum paderbornisch-lippischen Samtamt Oldenburg. Papenhöfen fiel 1807 an das Königreich Westphalen und gehörte dort bis 1813 zum Kanton Vörden im Distrikt Höxter des Departements der Fulda. Nach der napoleonischen Niederlage kam Papenhöfen 1813 zu Preußen und 1816 zum neuen Kreis Höxter, in dem die Gemeinde zum Amt Vörden gehörte. Papenhöfen wurde durch das Gesetz zur Neugliederung des Kreises Höxter vom 2. Dezember 1969 am 1. Januar 1970 mit den anderen zwölf Gemeinden des Amtes Vörden zur neuen Stadt Marienmünster zusammengeschlossen.

## Politik
Der Ortsvorsteher von Papenhöfen ist derzeit Paul Postert.